# Cucullia infernalis
Cucullia infernalis là một loài bướm đêm trong họ Noctuidae.